# Вниз по волшебной реке
«Вниз по волшебной реке» — детская повесть Эдуарда Успенского о приключениях современного мальчика Мити в мире русских народных сказок. Опубликована отдельной книгой в 1972 году с рисунками Валерия Алфеевского, впоследствии многократно переиздавалась, в том числе с иллюстрациями Виктора Чижикова.
В 1982 году вышел фильм «Там, на неведомых дорожках…», снятый по книге.
В 2016 году в Пермском театре юного зрителя поставили пьесу по мотивам книги — «Каникулы в Лукоморье» (автор пьесы Илья Губин). В 2017 году эта пьеса была поставлена в Каменск-Уральском театре драмы «Драма номер три».

## Сюжет
Летом городской школьник Митя гостит у своей бабушки Глафиры Андреевны в деревне. Однажды она посылает его проведать свою двоюродную тётку Егоровну, которая живёт одна. Митя идёт к Егоровне через лес и обнаруживает, что попал в мир сказок: он встречает говорящего Серого Волка, видит протекающую по лесу молочную реку с кисельными берегами, а Егоровна оказывается Бабой-Ягой (хотя и доброй) и живёт в избушке на курьих ножках.
Благодаря волшебному блюдечку, которое показывает всё, что происходит в мире, Егоровна и Митя узнают о беде, которая надвигается на царя Макара и его царство. Царь, предпочитающий физическую работу сидению на троне, хочет уехать в деревню. Писарь Чумичка, обеспокоенный такой перспективой, пытается отговорить царя, а когда это ему не удаётся, выведывает у Домового, где находится Кощей Бессмертный. Оказывается, что последний уже много лет прикован цепями в подвале царского дворца. Чумичка помогает Кощею освободиться из плена и стать царём.
Баба-Яга и Митя на избушке отправляются на подмогу, хотя им предстоит далёкий путь. Кощей бросает Макара в подвал и посылает гонцов за своими старыми приятелями — Лихом Одноглазым, котом Баюном, Соловьём-Разбойником и Змеем Горынычем. Теперь Кощею предстоит избавиться от Василисы Премудрой, которая одна может достойно противостоять ему. Однако она при помощи своих волшебных чар уходит от стражников Кощея и собирает войско из сказочных богатырей.
Между тем Кощей приказывает дать Царя Макара на съедение Змею Горынычу, однако прибывшие на помощь Митя с Бабой-Ягой обманом дают Змею выпить воды из волшебного озера, которая превращает выпивших её в козлят. Змей становится козлёнком, а Макар убегает к Василисе Премудрой и её войску. Бояре из боярской думы отказываются идти воевать на стороне Кощея, и кот Баюн усыпляет их. Кощей едет на битву со своими давними друзьями и войском, силой набранным из крестьян.
В ходе битвы при Калиновом мосту Лихо Одноглазое сначала одолевает богатырей, однако Митя вызывает на помощь Волка, который прогоняет Лихо. Вскоре разбегается и вся армия Кощея, и он теряет силу. Его снова приковывают цепями, а царь Макар решает перед отъездом в деревню оставить вместо себя править Василису Премудрую. Бабушки провожают Митю на поезд. Он уезжает домой, но обещает вернуться к ним на следующий год.

## Художественные особенности
Современные исследователи отмечают пародийный и во многом постмодернистский характер сказки. Так, Ольга Плешкова называет повесть «современным детским парафразом на темы народных сказок», указывая, что имена сказочных персонажей, волшебные предметы и фольклорные топонимы в ряде случае обработаны игровым приёмом: ср. название глав «Лиха беда (начало)» и «Лиха беда (продолжение)», а также последней главы «Послесказка» (контаминация слов «присказка» и «послесловие», одновременно указывающая на возвращение в обыденную реальность из сказочной). Через всю повесть проходит пародирование темы взаимоотношений русского народа и власти, раскрывающаяся в восприятии боярской думой нового царя — Кощея.
Владимир Бондаренко отмечает, что «Вниз по волшебной реке» Успенский «писал не спеша, целых три года, как бы реальным текстом отвечая на упреки славянофильских критиков, что у него герои без роду и племени». По мнению автора, в этой повести Успенский «устраивает сказовый произвол, делая положительным героем Бабу-ягу, становится комедийным неудачником Соловей-разбойник», при этом «господствует привычная апология детства. Мальчик Митя совершает подвиги, которые под силу только богатырям, превращает в козленка Змея Горыныча». Он также сравнивает произведение Успенского со сказочной пьесой Василия Белова «Бессмертный Кощей».

### Фольклорные образы персонажей
Дмитрий Быков в своей программе «Один» на радио «Эхо Москвы» так прокомментировал новые образы героев русских сказок у Успенского: «В книге „Вниз по волшебной реке“ Эдуард Успенский представляет читателю знакомые, привычные с детства образы сказочных персонажей в новой, лёгкой и, можно сказать, добродушной интерпретации. Кажется, что ни один герой „Вниз по волшебной реке“, не является по-настоящему злым и неприятным. А мальчик Митя, путешествующий по «царству», становится проводником читателя в мир новой русской сказки».